# Тагильская роспись

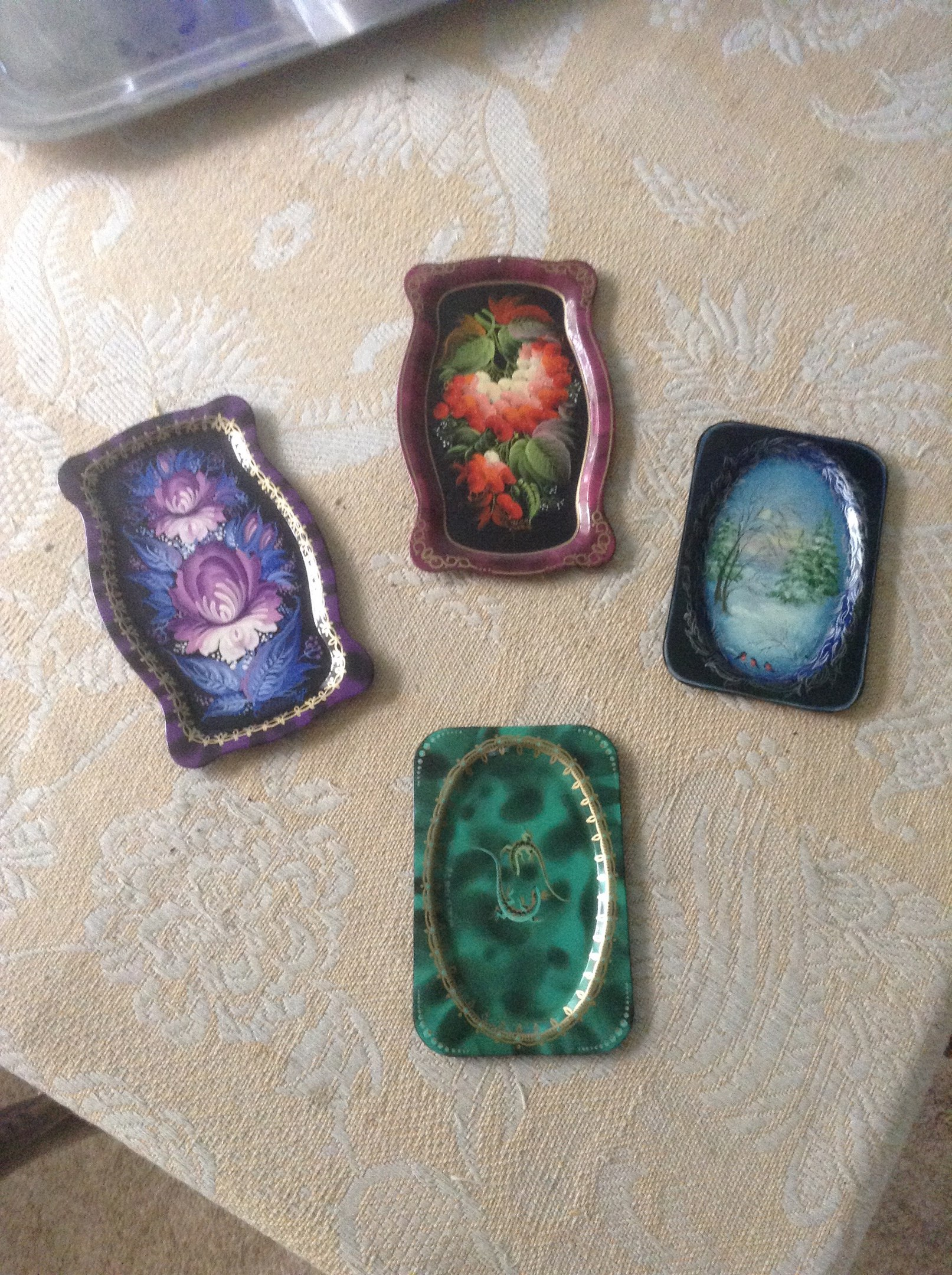
Четыре небольших тагильских подноса, частная коллекция

Тагильская ро́спись — русский народный промысел художественной лаковой росписи металлических подносов, существующий в городе Нижнем Тагиле Свердловской области, самобытное явление русской культуры. Считается, что Тагильская роспись — это предшественник Жостовской росписи. Промысел Тагильского подноса является одним из брендов русской культуры, известный далеко за пределами России. Тагильские расписные подносы представлены в Нижнетагильском музее истории подносного промысла.

## История и особенности росписи

### Ранняя история
Тагильский подносный промысел возник более 250 лет назад в среде старообрядцев. Самая ранняя архивная информация о железных подносах с художественной отделкой в Нижнем Тагиле относится к 1746 году, который и считается датой основания промысла. Качество и пластичность тагильского железа в обработке высоко ценились, уральские мастера искали различные области применения этих качеств тагильского железа. Поскольку ещё не было листопрокатного производства, металл обрабатывался методом ковки — одним из самых сложных и трудоёмких способов металлообработки. Минимальная толщина, удивительно ровная поверхность, возможность декоративной обработки бортов подносов, а также столиков и сундуков,- всё это требовало высокого качества металла и виртуозного мастерства металлургов, кузнецов и лакировщиков. И такие искусные изделия конечно привлекали внимание на ярмарках, а впоследствии и на промышленных выставках и купцов, и простой люд.
XVIII век стал «золотым» веком для тагильских художников-лакировщиков, среди которых ярко выделяется династия художников Худояровых — Вавилы и Фёдора. Примерно в этот период традиция Тагильской росписи распространяется далеко за пределы Нижнего Тагила, в частности, в деревне Жостово Мытищинского уезда Московской губернии, мастера которого во многом преуспели в этом промысле, даже основав при этом свой стиль, свою технику росписи подносов и других изделий.
В первой половине XIX столетия промысел бурно развивался, что в значительной степени связывают с деятельностью школы живописи (1806—1820 гг.), специально учреждённой владельцем тагильских заводов Н. Н. Демидовым. В школу брали мальчиков с 12 лет на полное господское содержание. Обучение длилось 4 года, им руководил выпускник Академии Художеств, профессиональный художник В. И. Албычев. Это положительным образом повлияло на уровень изысканности росписей. В этот период появилась мода на подносы-картины, где в центре изделия писалась маслом копия картины (с бумажных гравюр или оригинала), при этом она мастерски вписывалась в заданную форму и размер. Гравюры часто были чёрно-белыми, поэтому выбор цветовых решений полностью принадлежал художнику. Мифологические, исторические, галантные сцены помещались в рамку, образуемую тонким трафаретным золотым орнаментом: сказочные пышные цветы, вьющиеся стебельки и травинки, спелые кисти винограда, сочные ягоды,- уголки формы чётко фиксируют вазоны с пышными букетами.
Формы подносов использовались разные, в том числе шести/восьмигранники. Живописный декор дополнялся тонким ажуром просечных бортов изделия. Большие возможности тагильского листового железа позволяли мастерам методом выколотки (второй способ изготовления формы подноса в Нижнем Тагиле) придать подносу самые сложные и причудливые формы.
Позже, когда заводы стали испытывать нехватку рабочей силы, заводовладельцы стали заменять мужчин-живописцев на женщин, и примерно с середины XIX века роспись подносов становится исключительно женской прерогативой. В это же время в Нижнем Тагиле работали крупные мастерские по изготовлению лакированных железных изделий — подносов, сундуков, шкатулок — Дубасниковых, Головановых, Перезоловых, Бердниковых, Морозовых. Все они имели полный цикл производства, начиная от отковки и заканчивая лакировкой и упаковкой подносов. Их изделия хранятся в крупнейших музеях России, в том числе в Русском музее (Санкт-Петербург) и ГИМе (Москва). В конце XIX века кустарное производство в России переживало кризис, не обошёл стороной он и Тагильский подносный промысел, требуя адаптироваться к ускоряющемуся темпу жизни. Пресс для изготовления форм заменил кузнеца, и в условиях жёсткой конкуренции встал вопрос быстроты и дешевизны отделки подноса. В это время все большее распространение получает «маховое» письмо, при котором кончик кисти подхватывает краску, и белила, и в два-три взмаха «лепит» цветочный венчик, стебли и листья.
«Эта летящая скоропись приводит к отказу от кропотливо выполняемых деталей, упрощает, предельно стилизирует и обобщает форму, — подчёркивает Ольга Силонова, — Остаётся только всё самое выразительное, простое, доступное стремительно порхающей кисти, — яркое, броское, нарядное».

### Советский период
После революции начала XX века жизнь промысла замерла, так как были утрачены почти все приёмы традиционного цветочного письма. Тем не менее, артели «Пролетарий», «Металлист», «Красная заря» наладили выпуск подносов с росписью. В 1957 году на базе этих артелей был создан Нижнетагильский завод эмалированной посуды, который впоследствии и стал центром возрождения Тагильского подноса.
Существенный толчок к возрождению предало постановление ЦК КПСС «О народных художественных промыслах» (1974 г.), которое стимулировало их научное изучение и возрождение. Большое влияние на возрождение промысла оказал Научно-исследовательский институт художественной промышленности, в частности исследователь-искусствовед В. А. Барадулин. Однако, чтобы соединить традиции прошлого с развитием будущего, теорию и практику, не хватало лишь одного звена — мастера, владеющего старым двуцветным мазком и способного передать это мастерство. Им стала Агрипина Васильевна Афанасьева. Именно она владела приёмами исконной Тагильской двуцветной росписи и помогла спасти Тагильский подносный промысел как самобытное художественное явление. Помимо этого, Агриппина Васильевна воспитала целый коллектив талантливых мастеров, которые освоили традиционные приёмы Тагильского письма, более того, — значительно развили их в своём творчестве во всех направлениях (цветочном, сюжетном, орнаментальном). Тагильские подносы демонстрировались и получали награды на выставке достижений народного хозяйства, на заводе «ЭмальПосуда» работал экспериментальный цех, в Нижнем Тагиле открылось училище № 49, где обучали росписи подносов. Образование мастерицы продолжали в Уральском училище декоративно-прикладного искусства (ныне Нижнетагильский колледж декоративно-прикладного искусства и дизайна) и на художественно-графическом факультете Нижнетагильского Педагогического института (ныне академия).

### Современность
Сейчас подносы с Тагильской художественной лаковой росписью производят 6 фирм: ООО «Метальная лавка — Тагильские подносы», «Нижнетагильский центр Нижнетагильской подносной росписи», ООО РСК «Тагильская артель», ООО «ЛИТа», ООО «Тагильский мастер», и ООО «Лаковая живопись Урала» (г. Екатеринбург); также подносной росписью занимаются в художественной школе Нижнетагильского колледжа прикладного искусства и дизайна при Нижнетагильском заводе-музее.
Однако из-за социально-экономического кризиса конца XX века и сейчас, даже при наличии талантливых, высокопрофессиональных мастериц, не приходится говорить о процветании промысла. Кроме того, для широкой общественности до сих пор остаётся неизвестным тот факт, что русская подносная роспись зародилась именно на Урале, именно в Нижнем Тагиле. Большинство людей убеждены, что роспись по жестяным подносам — это традиция исключительно села Жостово, забывая при этом про тагильскую.

## Музей

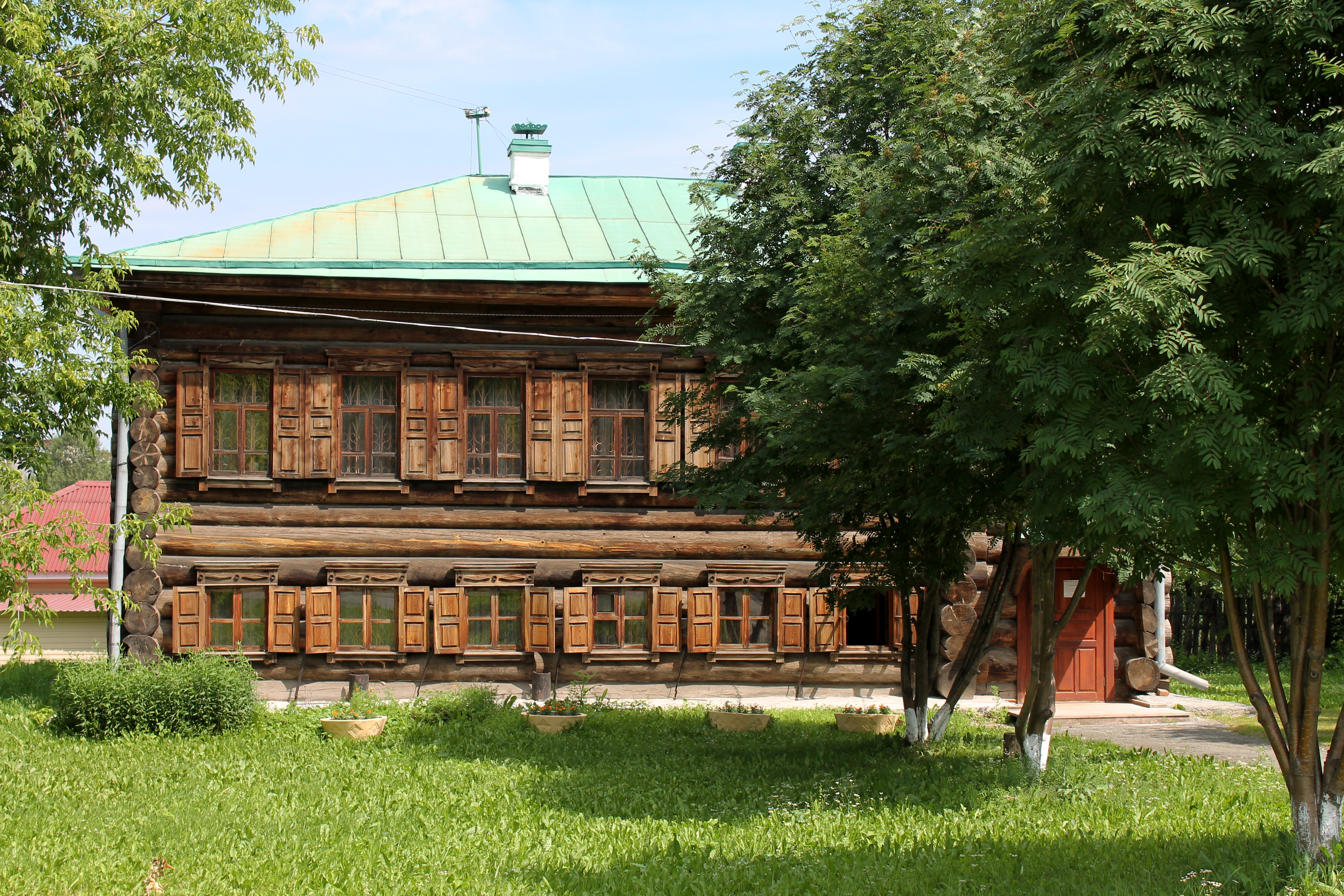
Музей Тагильского подноса

Важнейшей частью возрождения Тагильского подносного промысла стало создание в городе в 1991 году Нижнетагильского музея истории подносного промысла, который позже стал составной частью нижнетагильского музейного объединения «Горнозаводской Урал». Музей расположился в доме, в котором когда-то жили известные художники Худояровы. Экспозиция музея включает уникальные образцы творчества мастеров тагильской лаковой росписи по металлу за 265 лет, показывает жизнь и творчество знаменитых художников Худояровых, а также рассказывает о технологиях изготовления и росписи подносов. Приобрели популярность проводимые в музее мастер-классы по росписи.
Коллекция лаковой росписи по железу музея — огромная ценность для исследователей (историков, искусствоведов, технологов по металлу). Это уникальное собрание является как наиболее крупным по объёму, так и разнообразным по содержанию. В музее представлены имена известных мастеров и изделия «лакирных» мастерских XVIII—XX вв.: Худояровых, Перезоловых, Дубасниковых, Головановых, Обуховых. В неё вошла самая крупная коллекция работ А. В. Афанасьевой. В музее регулярно проводятся выставки, посвящённые Тагильскому подносу, в том числе и персональные выставки современных авторов.
Собрание Музея Тагильского подноса постоянно пополняется новыми произведениями мастеров этого промысла. В Нижнем Тагиле проходит ежегодный городской конкурс-выставка по декоративно-прикладному искусству «Мастер года», в результате которого лучшие работы авторов-победителей поступают в коллекцию музея.
Помимо самого Музея подносного промысла, собрания Тагильского подноса хранятся также в музеях:
- Историко-краеведческий музей Нижнего Тагила;
- Екатеринбургский музей изобразительных искусств;
- Нижнетагильский музей изобразительных искусств;
- Музей-усадьба «Демидовская дача».